# Giancarlo Snidaro
Giancarlo Snidaro (Pradamano, 21 settembre 1954) è un allenatore di calcio ed ex calciatore italiano, di ruolo mediano.

## Carriera

### Giocatore
Inizia la carriera nell'Alessandria, con cui esordisce nel campionato di Serie C 1972-1973. Dopo una stagione in Serie D nell'Anconitana, ritorna ad Alessandria debuttando in Serie B nella stagione 1974-1975, durante la quale disputa 3 gare di campionato. Esordisce nella serie cadetta il 22 dicembre 1974, nella vittoria interna sul Brindisi.
Nel campionato 1975-1976 scende di nuovo in Serie D con la maglia del Civitavecchia, dove viene impiegato in appoggio alle punte realizzando 17 reti e contribuendo al secondo posto della formazione laziale. Fa ritorno in Serie C con la maglia della Reggina, con cui disputa cinque campionati consecutivi di terza serie nel suo ruolo di mediano, sfiorando la promozione in Serie B.
Nell'estate 1981 si trasferisce all'Atalanta, società appena retrocessa per la prima volta nella sua storia in Serie C1. In nerazzurro contribuisce alla promozione in Serie B ed è titolare anche nella stagione 1982-1983, schierato al fianco del regista Andrea Agostinelli come centrocampista di copertura. Nel campionato 1983-1984 l'Atalanta ritorna in Serie A e Snidaro contribuisce con 12 presenze, retrocesso a riserva dopo l'acquisto di Carmine Gentile e lo spostamento di Eugenio Perico a centrocampo.
Dopo l'esperienza bergamasca si trasferisce al Piacenza, di nuovo in Serie C1. In Emilia disputa quattro stagioni, conquistando la promozione nella serie cadetta nel 1987 e la Coppa Anglo-Italiana 1986, nella quale realizza una doppietta nella finale contro il Pontedera di Marcello Lippi. Dopo la salvezza nel campionato di Serie B 1987-1988 passa fra i dilettanti della Trevigliese, con cui conclude la carriera.
In totale, ha disputato 76 partite in Serie B.

### Allenatore
Nel 2011 ha allenato la juniores regionale della squadra parrocchiale Loreto, di Bergamo.

## Palmarès

### Giocatore

#### Competizioni nazionali
- Coppa Italia Semiprofessionisti: 1

Alessandria: 1972-1973
- Serie C: 1

Alessandria: 1973-1974
- Campionato italiano Serie C1: 2

Atalanta: 1981-1982
Piacenza: 1986-1987
- Campionato italiano di Serie B: 1

Atalanta: 1983-1984

#### Competizioni internazionali
- Coppa Anglo-Italiana: 1

Piacenza: 1986